# Tomás Bayón
Tomás Bayón (* 29. Januar 1965 in Stuttgart) ist ein deutsch-spanischer Volkswirt und Professor für Betriebswirtschaftslehre.

## Leben
Bayón war als Professor für Marketing und Dienstleistungsmanagement sowie Academic Dean und Geschäftsführer der German Graduate School of Management and Law (GGS) Heilbronn tätig. 2021 wechselte er als Prorektor zur DHBW Heilbronn. Seine Forschungsschwerpunkte konzentrieren sich auf die Gebiete Wertorientiertes Kundenbeziehungsmanagement und Finanzwirkungen des Marketing. Projekte behandeln die Themen Kapitalmarktrelevanz von Kundenbestandswerten, Einfluss von Kundenzufriedenheit auf Mitarbeiterzufriedenheit und -bindung, Einstellungs- und Verhaltenswirkungen des Cause-Related Marketing sowie Erfolgswirkungen des Compliance. Leitlinien für die Forschung sind die empirisch-quantitative Ausrichtung sowie die enge Zusammenarbeit mit Unternehmen, insbesondere aus dem Dienstleistungssektor.
Forschungsergebnisse von Bayón sind im Journal of Marketing, Journal of the Academy of Marketing Science, European Journal of Marketing, European Management Journal, Journal of Consumer Behaviour, in der Marketing – Zeitschrift für Forschung und Praxis oder in der Zeitschrift für betriebswirtschaftliche Forschung erschienen. Darüber hinaus ist er als Gutachter für diese wissenschaftlichen Fachzeitschriften tätig. Sein zusammen mit Florian von Wangenheim im Journal of Marketing (2007, Band 71, Nr. 4) publizierter Aufsatz „Behavioral Consequences of Overbooking Service Capacity“ wurde im Jahr 2008 mit dem „AMA Best Services Article in 2007 Award“ der American Marketing Association (AMA) ausgezeichnet. Mit Bayón und von Wangenheim erhielten erstmals zwei deutsche Wissenschaftler diese Auszeichnung. Bayón ist Mitglied der European Marketing Academy, der American Marketing Association sowie regelmäßiger Vortragender auf Fachkonferenzen im In- und Ausland.
Er ist verheiratet und hat drei Kinder.

## Schriften
- zus. mit A. Herrmann: Zur Übertragbarkeit der Portefeuille-Theorie auf das Produkt-Portfolio-Problem. In: Wirtschaftswissenschaftliches Studium (WiSt), 23. Jahrgang, Februar 1994, S. 59–64.
- zus. mit H. H. Bauer: Zur Relevanz prinzipal-agenten-theoretischer Aussagen für die Vermarktung von Kontraktgütern: Design, Ergebnisse und Implikationen einer empirischen Studie zur Beschaffung von Fertigungs-Sondermaschinen. In: Zeitschrift für betriebswirtschaftliche Forschung. zfbf, Sonderheft 35, 1995: Kontrakte, Geschäftsbeziehungen, Netzwerke – Marketing und Neue Institutionenökonomik. S. 79–99.
- Neuere Mikroökonomie und Marketing – Eine wissenschaftstheoretisch geleitete Analyse. Wiesbaden 1997.
- zus. mit J. Gutsche und H. H. Bauer: Customer Equity Marketing: Touching the Intangible. In: European Management Journal. Band 20, Nr. 3, Juni 2002, S. 213–222.
- zus. mit L. Weber und F. v. Wangenheim: Der Einfluss von persönlicher Kommunikation auf Kundenzufriedenheit, Kundenbindung und Weiterempfehlungsverhalten: Design und Ergebnisse einer empirischen Studie im privaten Strommarkt. In: Marketing – Zeitschrift für Forschung und Praxis. 24. Jahrgang, Heft 3, September 2002, S. 181–194.
- zus. mit F. v. Wangenheim: Satisfaction, Loyalty and Word-of-Mouth Giving Within the Customer Base of a Utility Provider: Differences between Stayers, Switchers and Referral Switchers. In: Journal of Consumer Behaviour. Band 3, Nr. 3, März 2004, S. 211–220.
- zus. mit F. v. Wangenheim: The Effect of Word-of-Mouth on Services Switching: Measurement and Moderating Variables. In: European Journal of Marketing. Band 38, Nr. 09/10, Oktober 2004, S. 1173–1185.
- zus. mit F. v. Wangenheim: Ein zweidimensionales Kundenbindungsmodell mit direkten und moderierenden Einflussvariablen: Das Beispiel des Firmenkundengeschäfts von Stromversorgern. In: Marketing – Zeitschrift für Forschung und Praxis. 27. Jahrgang, Heft 3, September 2005, S. 167–183.
- zus. mit A. Herrmann und F. v. Wangenheim: Die Abgabe von Kundenempfehlungen – Determinanten und ökonometrische Modellierung. In: Zeitschrift für betriebswirtschaftliche Forschung. zfbf, 58. Jahrgang, Heft 5, 2006, S. 304–336.
- zus. mit F. v. Wangenheim: Effects of Capacity-Driven Service Experiences on Customer Usage Levels: Why Revenue Management Systems are due for Change, Marketing Science Institute (MSI) Research Report No. 06-103. In: MSI Research Report Series. No. 06-001, Cambridge, MA, USA, März 2006.
- zus. mit F. v. Wangenheim: The Chain from Customer Satisfaction via Word-of-Mouth Referrals to New Customer Acquisition. In: Journal of the Academy of Marketing Science. JAMS, Band 35, Nr. 2, Juni 2007, S. 233–249.
- zus. mit F. v. Wangenheim: Behavioral Consequences of Overbooking Service Capacity. In: Journal of Marketing. Band 71, Nr. 4, Oktober 2007, S. 36–47.
- hrsg. zus. mit A. Herrmann und F. Huber: Vielfalt und Einheit in der Marketingwissenschaft – Ein Spannungsverhältnis. Wiesbaden 2007.